# Big Brother 2 (Portugal)
O  Big Brother 2 estreou dia 21 de Janeiro de 2001 com 13 concorrentes terminando 120 dias depois a 20 de Maio de 2001. Depois da desistência do Sérgio entraram 2 novos concorrentes passando assim a ser 15 concorrentes que passaram pela Casa nesta edição. O vencedor foi Henrique (Icas).
Depois do grande sucesso do Big Brother 1 a TVI estrearia antes Big Estrelas, programa que seguia o dia-a-dia dos ex-concorrentes da primeira edição depois de terem saído da casa. Enquanto isso preparava-se a casa para esta nova edição.

## O Programa
A segunda edição do Big Brother realizado em Portugal teve início a 21 de janeiro de 2001 e terminou 120 dias depois, a 20 de maio de 2001.
Devido ao impacto que teve o programa, a segunda temporada estreou três semanas após o final da primeira. As inscrições para o Big Brother 2 começaram ainda durante o decorrer da primeira edição e o número de candidaturas quintuplicou para cerca de 20.000 inscritos.
Para a nova temporada, a casa que naquela altura ficava na Venda do Pinheiro passou por diversas remodelações nas cores das paredes e com novo mobiliário. Foram treze os concorrentes que entraram no primeiro dia e quem ganhou foi o Henrique Torres, também conhecido por Icas, originário de Ferrel, Peniche.

## Concorrentes
| Nome     | Residência           | Ocupação                       | idade | Posição                                  |
| -------- | -------------------- | ------------------------------ | ----- | ---------------------------------------- |
| Henrique | Ferrel               | Estudante                      | 20    | Vencedor em 20 de maio de 2001           |
| Patrícia | Vila Nova de Gaia    | Estudante                      | 22    | 2.º lugar em 20 de maio de 2001          |
| Bruno    | Barcelos             | Lojista                        | 22    | 3.º lugar em 20 de maio de 2001          |
| Paulo    | Póvoa de Varzim      | -                              | 24    | 4.º lugar em 20 de maio de 2001          |
| Elsa     | Portalegre           | Segurança Social               | 25    | 10.ª eliminada em 15 de maio de 2001     |
| Carla    | Coimbra              | -                              | 25    | 9.ª eliminada em 8 de maio de 2001       |
| Pedro    | Vila Nova de Gaia    | Estudante                      | 20    | 8.º eliminado em 1 de maio de 2001       |
| Sérgio   | Corroios             | Trabalha numa loja de desporto | 29    | Desistente em 17 de abril de 2001        |
| Verónica | Porto                | Professora de ginástica        | 27    | 7.ª eliminada em 17 de abril de 2001     |
| Sofia    | Odivelas             | Trabalha numa loja de roupa    | 22    | 6.ª eliminada em 3 de abril de 2001      |
| Maurício | Mogadouro            | Dentista                       | 37    | 5.º eliminado em 20 de março de 2001     |
| Liliana  | Aveiro               | Agente Imobiliária             | 24    | 4.ª eliminada em 6 de março de 2001      |
| Fernando | Olhão                | Estudante                      | 23    | 3.º eliminado em 20 de fevereiro de 2001 |
| Vítor    | Tavira               | DJ e Drag Queen                | 25    | 2.º eliminado em 6 de fevereiro de 2001  |
| Cristina | S. Mamede de Infesta | Desempregada                   | 35    | 1.ª eliminada em 30 de janeiro de 2001   |

## Nomeações
|            | Semana 1              | Semana 2                  | Semana 4           | Semana 6           | Semana 8                     | Semana 10          | Semana 12                                   | Semana 14           | Semana 16                        | Semana 16           | Semana 17 Final               | Semana 17 Final               |
| Dia 102    | Semana 1              | Semana 2                  | Semana 4           | Semana 6           | Semana 8                     | Semana 10          | Semana 12                                   | Semana 14           | Dia 109                          |                     | Semana 17 Final               | Semana 17 Final               |
| ---------- | --------------------- | ------------------------- | ------------------ | ------------------ | ---------------------------- | ------------------ | ------------------------------------------- | ------------------- | -------------------------------- | ------------------- | ----------------------------- | ----------------------------- |
| Henrique   | Sem nomeações         | ??                        | Verónica Patrícia  | ??                 | ??                           | ??                 | ??                                          | ??                  | Carla                            | Paulo ??            | Vencedor (Dia 120)            | Vencedor (Dia 120)            |
| Patrícia   | Sem nomeações         | ??                        | Elsa Fernando      | ??                 | ??                           | ??                 | ??                                          | ??                  | Carla                            | Paulo ??            | 2.º Lugar (Dia 120)           | 2.º Lugar (Dia 120)           |
| Bruno      | Sem nomeações         | ??                        | Sofia Fernando     | ??                 | ??                           | ??                 | ??                                          | ??                  | Carla                            | Paulo ??            | 3.º Lugar (Dia 120)           | 3.º Lugar (Dia 120)           |
| Paulo      | Não está na Casa      | Não está na Casa          | Não está na Casa   | Não está na Casa   | Não está na Casa             | Não está na Casa   | Não está na Casa                            | Não está na Casa    | Intruso                          | ??                  | 4.º Lugar (Dia 120)           | 4.º Lugar (Dia 120)           |
| Elsa       | Sem nomeações         | ??                        | Fernando Verónica  | ??                 | ??                           | ??                 | ??                                          | ??                  | Carla                            | Paulo ??            | Eliminada (Dia 115)           | Eliminada (Dia 115)           |
| Carla      | Não está na Casa      | Não está na Casa          | Não está na Casa   | Não está na Casa   | Não está na Casa             | Não está na Casa   | Não está na Casa                            | Não está na Casa    | Intrusa                          | Eliminada (Dia 108) | Eliminada (Dia 108)           | Eliminada (Dia 108)           |
| Pedro      | Sem nomeações         | ??                        | Maurício Fernando  | ??                 | ??                           | ??                 | ??                                          | ??                  | Eliminado (Dia 101)              | Eliminado (Dia 101) | Eliminado (Dia 101)           | Eliminado (Dia 101)           |
| Sérgio     | Sem nomeações         | ??                        | Fernando Liliana   | ??                 | ??                           | ??                 | ??                                          | Desistente (Dia 87) | Desistente (Dia 87)              | Desistente (Dia 87) | Desistente (Dia 87)           | Desistente (Dia 87)           |
| Verónica   | Sem nomeações         | ??                        | Sofia Maurício     | ??                 | ??                           | ??                 | ??                                          | Eliminada (Dia 87)  | Eliminada (Dia 87)               | Eliminada (Dia 87)  | Eliminada (Dia 87)            | Eliminada (Dia 87)            |
| Sofia      | Sem nomeações         | ??                        | Maurício Verónica  | ??                 | ??                           | ??                 | Eliminada (Dia 73)                          | Eliminada (Dia 73)  | Eliminada (Dia 73)               | Eliminada (Dia 73)  | Eliminada (Dia 73)            | Eliminada (Dia 73)            |
| Maurício   | Sem nomeações         | ??                        | Pedro Fernando     | ??                 | ??                           | Eliminado (Dia 59) | Eliminado (Dia 59)                          | Eliminado (Dia 59)  | Eliminado (Dia 59)               | Eliminado (Dia 59)  | Eliminado (Dia 59)            | Eliminado (Dia 59)            |
| Liliana    | Sem nomeações         | ??                        | Verónica Fernando  | ??                 | Eliminada (Dia 45)           | Eliminada (Dia 45) | Eliminada (Dia 45)                          | Eliminada (Dia 45)  | Eliminada (Dia 45)               | Eliminada (Dia 45)  | Eliminada (Dia 45)            | Eliminada (Dia 45)            |
| Fernando   | Sem nomeações         | ??                        | Pedro Liliana      | Eliminado (Dia 31) | Eliminado (Dia 31)           | Eliminado (Dia 31) | Eliminado (Dia 31)                          | Eliminado (Dia 31)  | Eliminado (Dia 31)               | Eliminado (Dia 31)  | Eliminado (Dia 31)            | Eliminado (Dia 31)            |
| Vítor      | Sem nomeações         | ??                        | Eliminado (Dia 17) | Eliminado (Dia 17) | Eliminado (Dia 17)           | Eliminado (Dia 17) | Eliminado (Dia 17)                          | Eliminado (Dia 17)  | Eliminado (Dia 17)               | Eliminado (Dia 17)  | Eliminado (Dia 17)            | Eliminado (Dia 17)            |
| Cristina   | Sem nomeações         | Eliminada (Dia 10)        | Eliminada (Dia 10) | Eliminada (Dia 10) | Eliminada (Dia 10)           | Eliminada (Dia 10) | Eliminada (Dia 10)                          | Eliminada (Dia 10)  | Eliminada (Dia 10)               | Eliminada (Dia 10)  | Eliminada (Dia 10)            | Eliminada (Dia 10)            |
| Nomeados   | Todos os concorrentes | Elsa Henrique Pedro Vítor | Fernando Verónica  | Liliana Verónica   | Elsa Maurício Pedro Verónica | Elsa Pedro Sofia   | Bruno Elsa Henrique Patrícia Pedro Verónica | Henrique Pedro      | Carla Paulo                      | Elsa Paulo          | Bruno Henrique Patrícia Paulo | Bruno Henrique Patrícia Paulo |
| Desistente | nenhum                | nenhum                    | nenhum             | nenhum             | nenhum                       | nenhum             | Sérgio                                      | nenhum              | nenhum                           | nenhum              | nenhum                        | nenhum                        |
| Eliminado  | Cristina              | Vítor                     | Fernando           | Liliana            | Maurício                     | Sofia              | Verónica                                    | Pedro               | Carla 4 de 4 votos para expulsar | Elsa                | Paulo                         | Bruno                         |
| Eliminado  | Cristina              | Vítor                     | Fernando           | Liliana            | Maurício                     | Sofia              | Verónica                                    | Pedro               | Carla 4 de 4 votos para expulsar | Elsa                | Patrícia                      | Henrique                      |